# Lago Kintla
El Lago Kintla es un lago de Estados Unidos , en el estado de Montana.

## Geografía
El lago Kintla se encuentra en el noroeste del Parque nacional de los Glaciares. Próximo a la frontera con Canadá, está bastante alejado de las zonas turísticas y recibe pocas visitas. Se encuentra a 64 kilómetros de la entrada oeste del parque y accesible sólo a través de caminos de tierra. Se trata del cuarto lago en superficie del Parque nacional de los Glaciares.
Tiene una longitud de 8 kilómetros y una anchura máxima de 1,3 kilómetros.

## Actividades
Entre las actividades que se pueden realizar en el lago está la pesca , principalmente de truchas, y el senderismo, por las rutas que rodean el lago. También es posible montar en canoa o kayak, aunque las embarcaciones motorizas están prohibidas en el lago.
También hay un camping en el lago, y que rara vez se llena, debido a su ubicación remota.